# ضحايا حرب غزة (2008-2009)
ضحايا حرب غزة (2008-2009) هم مجمل الضحايا الدين قُتلوا أثناء العملية العسكرية التي شنها الجيش الإسرائيلي على قطاع غزة في فلسطين بما يُعرف بالحرب على غزة.
| | المنظمات غير الحكومية لحقوق الإنسان | المنظمات غير الحكومية لحقوق الإنسان | المقاتلون                   | المقاتلون |
| بتسيلم | المركز الفلسطيني لحقوق الإنسان      | قوات الاحتلال الإسرائيلي            | وزارة الصحة الفلسطينية، غزة |           |
| --- | ----------------------------------- | ----------------------------------- | --------------------------- | --------- |
| المجموع الفلسطيني | 1391 *                              | 1417                                | 1166                        | 1440      |
| مقاتلون فلسطينيون | 350                                 | 236                                 | 709 **                      |           |
| فلسطينيون غير مقاتلين | 759                                 | 926                                 | 295                         |           |
| النساء (غير مقاتلات) | 108                                 | 116                                 | 49                          | 114       |
| القصر / الأطفال (غير مقاتلين) | 318                                 | 313                                 | 89                          | 431       |
| ضباط الشرطة | 248 ***                             | 255 ****                            |                             |           |
| |                                     |                                     |                             |           |
| مجموع الإسرائيلي | 13                                  |                                     | 13                          |           |
| المقاتلون الإسرائيليون | 10 *****                            |                                     | 10 *****                    |           |
| الإسرائيليون غير المقاتلين | 3                                   |                                     | 3                           |           |
| * لم تتمكن بتسيلم من تصنيف 32 حالة وفاة، بينهم أربعة أطفال، بين مقاتلين أو غير مقاتلين. ** الجيش الإسرائيلي يعتبر شرطة غزة جزء من قوات حماس المسلحة. *** يشير الرقم إلى مقتل ضباط شرطة في مراكز الشرطة، وقتل 17 شرطياً آخرين أثناء مشاركتهم في الأعمال العدائية. **** يشير الرقم إلى تصريحات المركز الفلسطيني لحقوق الإنسان يأنهم ضباط شرطة مدنية غير مقاتلين. ***** يشمل أربعة جنود الجيش الإسرائيلي قتلوا برصاص الجيش الإسرائيلي في حوادث نيران صديقة. |                                     |                                     |                             |           |

تقديرات المنظمات غير الحكومية لحقوق الإنسان والمقاتلين المشاركين للقتلى في الحرب على غزة من يوم 27 ديسمبر 2008 إلى 18 يناير 2009:

## خسائر أخرى
أفادت منظمة الصحة العالمية عن مقتل 16 عاملًا في مجال الصحة وإصابة 22 من العاملين الصحيين خلال الهجوم. ردًا على ذلك، ذكرت وزارة الدفاع الإسرائيلية أن تسعة من القتلى من أفراد الطاقم الطبي الستة عشر هم من نشطاء حماس، في إشارة إلى المنشورات على مواقع الإنترنت التابعة لحماس. وأفادت الأونروا بمقتل خمسة من موظفيها وإصابة أحد عشر موظفا. أفاد برنامج الغذاء العالمي عن مقتل أحد المقاولين وإصابة اثنين آخرين.
قتل مسلحو حماس أحد حراس الحدود المصريين وأصابوا آخر في 28 ديسمبر / كانون الأول وأصابت شظايا غارة جوية إسرائيلية بالقرب من معبر رفح الحدودي حارسي الحدود وطفلين مصريين. قُتلت امرأة أوكرانية متزوجة من فلسطيني وابنتهما في قصف دبابة إسرائيلية في 8 كانون الثاني / يناير. وأصيبت الابنة الأخرى للزوجين.
في عام 2009، أفادت دائرة الأمم المتحدة للإجراءات المتعلقة بالألغام بمقتل 12 شخصاً وإصابة 27 آخرين في قطاع غزة بسبب الذخائر غير المنفجرة منذ وقف إطلاق النار.

## أرقام متنازع عليها
تُعزى الصعوبات في التحقق من إحصاء دقيق للضحايا الفلسطينيين إلى عدد من العوامل. أفادت الأنباء أن مقاتلي حماس تلقوا أوامر بعدم ارتداء الزي العسكري أثناء القتال. كتب الصحفي العربي الإسرائيلي خالد أبو طعمة في صحيفة جيروزاليم بوست أن هذه الممارسة أدت إلى زيادة عدد الضحايا المدنيين وتقليل عدد الإصابات العسكرية لحركة حماس، حيث وصل الضحايا الفلسطينيون إلى المستشفيات بدون أسلحة أو أي علامة أخرى تكشف أنهم مقاتلون بالفعل. وواجهت صعوبات أخرى بسبب التعاريف المختلفة لمن يجب اعتباره مقاتلًا، وعدم وصول وسائل الإعلام المستقلة أو العاملين في مجال حقوق الإنسان إلى منطقة النزاع بسبب الحصار الإسرائيلي الصارم للحدود قبل وأثناء وبعد النزاع.
واستناداً إلى البيانات التي جمعها مندوبو منظمة العفو الدولية في غزة وإلى الحالات التي وثقتها المنظمات غير الحكومية المحلية، خلصت منظمة العفو الدولية إلى أن الرقم الإجمالي لحوالي 1400 حالة وفاة دقيقة وأنه بالإضافة إلى حوالي 300 طفل، و115 امرأة و85 رجلاً فوق سن الخمسين، كان 200 رجل تقل أعمارهم عن 50 عامًا من المدنيين العزل الذين لم يشاركوا في الأعمال العدائية.
وصرح مسؤولون إسرائيليون بأن وزارة الصحة الفلسطينية قامت بتضخيم عدد القتلى المدنيين بشكل كبير وقللت من عدد ضحايا حماس. صرح جون هولمز، منسق الأمم المتحدة للإغاثة في حالات الطوارئ، أن أرقام رئيس الوزراء لم يُطعن فيها بشكل جدي. ومع ذلك، كان تقريره مؤرخًا في 27 يناير 2009، قبل وقت طويل من إصدار جيش الاحتلال الإسرائيلي تقييماتهم النهائية التي تحدت بالفعل بشكل جدي أرقام رئيس الوزراء.
في مقابلة نُشرت في صحيفة الحياة العربية التي تتخذ من لندن مقراً لها (1 نوفمبر / تشرين الثاني 2010)، صرح وزير داخلية حماس، فتحي حماد، بأن حوالي 700 من القتلى في غزة كانوا من مقاتلي حماس أو مسلحين من الجماعات المتحالفة مثل الجهاد الإسلامي. وكان ما بين 200 و300 منهم من حماس، وعدد مماثل من جماعات مسلحة أخرى، إلى جانب حوالي 150 من قوات الأمن. تختلف هذه الأرقام بشكل كبير عن تلك التي قدمتها حماس وقت النزاع. وكما علق مراسل وكالة الأنباء الفرنسية، فإن «أرقامه تتطابق تقريبًا مع 709 'ناشط إرهابي'صرح به الجيش الإسرائيلي بأنهم قُتلوت أثناء النزاع، من بينهم أفراد من قوة الشرطة التي تديرها حماس والتي قامت بدوريات في غزة منذ استيلاء الحركة على السلطة في 2007.»

### أرقام بتسيلم
كتبت بتسيلم أن كون الشخص مدرجًا في قائمة القتلى، أو الإشارة إلى أن الشخص كان مدنيًا أو أنه لم يشارك في القتال وقت الوفاة، لا يشير إلى أن هناك انتهاك للقانون أو أن القتيل بريء. وشددت المنظمة غير الحكومية على أن البيانات في حد ذاتها لا تؤدي إلى استنتاجات قانونية أو أخلاقية. مع ذلك، حتى سبتمبر / أيلول 2009، قالت بتسيلم إنها لم تتلق إجابات مرضية على حوالي 20 حالة تثير الاشتباه بخرق قوانين النزاع المسلح التي أحيلت إلى المدعي العام الإسرائيلي والقاضي العسكري العام.
وذكرت بتسيلم أن إحصاءهم استند إلى شهادات شهود عيان وأقارب القتلى، ومراجعة التحقيقات بتلك التي أجرتها منظمات حقوقية فلسطينية ودولية. وأضافت المنظمة غير الحكومية أن بعض الصعوبات في تقدير عدد القتلى يمكن أن تعزى إلى رفض الجيش الإسرائيلي السماح لهم بالدخول إلى قطاع غزة بعد انتهاء الصراع لتكملة عمل الباحثين الميدانيين هناك. كما أشارت بتسيلم إلى أن الجيش الإسرائيلي رفض الكشف عن قائمة الضحايا للسماح لبتسيلم بمراجعة الأسماء مقابل قائمتها الخاصة.
كتبت بتسيلم أن تصنيفها للقتلى يستند إلى توجيهات اللجنة الدولية للصليب الأحمر (ICRC) المنشورة في حزيران (يونيو) 2009. ورأت اللجنة الدولية للصليب الأحمر أن أي شخص يؤدي "مهمة قتالية مستمرة" يجب اعتباره مقاتلًا حتى لو لم يشارك بشكل مباشر في الأعمال العدائية وقت مقتله وشخصًا لا يؤدي مهمة قتالية مستمرة ولكنه يُقتل عند المشاركة مباشرة في الأعمال العدائية، يعتبر أيضًا مقاتلًا ؛ الأشخاص الذين يرافقون باستمرار أو يدعمون جماعة مسلحة منظمة ولكن وظيفتهم لا تنطوي على المشاركة المباشرة في الأعمال العدائية، يحتفظون بوضعهم كمدنيين وليسوا أهدافًا مشروعة للهجوم. وقال المتحدث باسم اللجنة الدولية للصليب الأحمر إن الهدف من توصياتها، غير ملزمة قانونًا، هو تقديم وجهة نظر اللجنة الدولية حول كيفية تنفيذ مفهوم «المشاركة المباشرة في الأعمال العدائية» في النزاعات المسلحة المعاصرة. اتفق جميع الخبراء الخمسين في قانون النزاعات المسلحة، الذين قدموا المشورة إلى اللجنة الدولية للصليب الأحمر، على أن المدنيين الذين يعملون دروعًا بشريةً طوعية يجب أن يندرجوا ضمن تعريف الأشخاص الذين يشاركون بشكل مباشر في الأعمال العدائية، مما يجعلهم أهدافًا عسكرية مشروعة، ويعارضون وجهة النظر الواردة في منشورات اللجنة الدولية للصليب الأحمر.
في المقال المنشور في SPME، وصفت بتسيلم نتائج الضحايا بأنها معيبة بسبب التعريفات التقييدية للمقاتلين، مما أدى إلى «تحيز خاطئ في التصنيف». كتب المؤلفون أيضًا أن بيانات بتسيلم تظهر ارتفاع نسبة الذكور إلى الإناث - أكبر من 4.0 - بين المراهقين والبالغين المصنفين على أنهم غير مقاتلين، مما يشير إلى أن العديد من القتلى من المدنيين الذكور قد يكونون متورطين في مواقف قتالية، إما كدروع أو مقاتلين أو مساعدين ظرفين أو مساعدين متقطعين أو متفرجين انجذبوا إلى الأحداث الجارية.

### معطيات المركز الفلسطيني لحقوق الإنسان
وذكر المركز الفلسطيني لحقوق الإنسان أن العدد الكبير من القتلى المدنيين، بحسب تقديرات مخبريهم في غزة، دليل على أن القوات الإسرائيلية "استخدمت القوة المفرطة والعشوائية طوال فترة العدوان، منتهكة بذلك مبدأ التمييز بين المقاتلين والمدنيين". كما طعنت المنظمة غير الحكومية في أرقام الجيش الإسرائيلي، قائلة إنها اعتبرتها «محاولة استغلالية متعمدة» لتشويه حقيقة الهجمات، و«لإخفاء الأعمال الإسرائيلية غير القانونية». وشمل إحصاء المركز الفلسطيني لحقوق الإنسان المدنيين الذين قُتلوا في ما وصفه المركز بأنه حالات غير قتالية. وجدد ممثل المركز الفلسطيني لحقوق الإنسان التأكيد على أرقامه الخاصة، قائلاً إنه أُجري تحقيق مكثف ومراجعة شاملة في البحث عن أعداد وهويات الفلسطينيين الذين قُتلوا. وأكد أن قائمة القتلى لا تشمل الوفيات الناجمة عن "أحداث داخلية" أو أسباب طبيعية، في رد على مزاعم بعض المصادر الأمنية الإسرائيلية. قام المعهد الإسرائيلي الدولي لمكافحة الإرهاب [الإنجليزية] (ICT) بتجميع تقرير عن أبحاثهم حول أرقام الضحايا التي نشرها المركز الفلسطيني لحقوق الإنسان، وتكمله مواقع حماس وفتح ومصادر حكومية فلسطينية رسمية على الإنترنت. وقالت المعهد الإسرائيلي الدولي لمكافحة الإرهاب إن العديد ممن ذكرهم المركز الفلسطيني لحقوق الإنسان على أنهم مدنيون، بمن فيهم رجال الشرطة المدنية، رحبت بهم حماس في الواقع على أنهم شهداء مسلحون. وتابع التقرير أن بعض المدنيين كانوا من أعضاء فتح الذين قتلتهم حماس، وأنه من بين الأطفال الذين اعتبرهم المركز الفلسطيني لحقوق الإنسان أطفالاً، تم التعرف على 18 مقاتلاً. بناءً على فحصها للتوزيع العمري للضحايا المدرجة في قائمة المركز الفلسطيني لحقوق الإنسان، قدّر المعهد الإسرائيلي الدولي لمكافحة الإرهاب أن 63٪ إلى 75٪ من الفلسطينيين الذين قُتلوا في حرب غزة يبدو أنهم مستهدفون على وجه التحديد من الذكور في سن القتال، وذكرت أن بيانات المركز الفلسطيني لحقوق الإنسان نفسه تدحض ما يلي: الادعاء بأن هجمات إسرائيل كانت عشوائية.

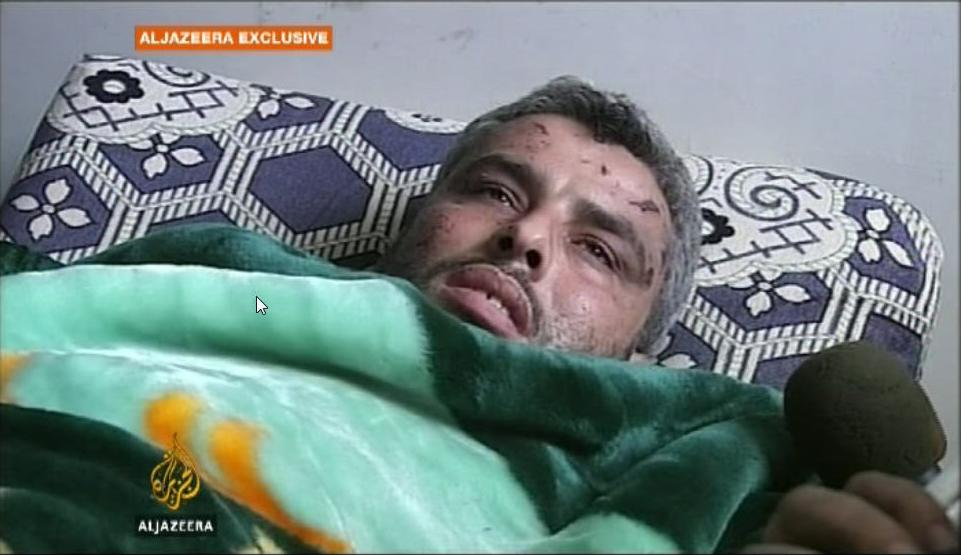
ضابط شرطة فلسطيني مصاب خلال النزاع.

### تصنيف الشرطة
خلص تقرير غولدستون إلى أنه في حين أن هناك العديد من أفراد شرطة غزة الذين كانوا أعضاء في الجماعات المسلحة، فإن قوات شرطة غزة كانت قوة شرطة مدنية و«لا يمكن القول إنها كانت شاركت بشكل مباشر في الأعمال العدائية وبالتالي لم تفقد حصانتها المدنية من الهجوم المباشر كمدنيين». ولم يستبعد التقرير «احتمال وجود أفراد في قوة الشرطة يحتفظون بصلاتهم بالجماعات المسلحة»، لكنه لم يجد أي دليل على أن الشرطة كانت جزءا من القوات المسلحة في غزة وأنها «لم تتمكن من التحقق من مزاعم الانتماء إلى جماعات مسلحة من رجال الشرطة.»
المنظمة غير الحكومية مرصد الأمم المتحدة وذكر أن تقرير غولدستون يعتمد على شهادة المتحدث باسم شرطة غزة إسلام شهوان ويقبل تفسير كلماته «مواجهة العدو»على أنها تعني «توزيع المواد الغذائية».[بحاجة لمصدر غير أولي] في الرد الأولي على تقرير بعثة تقصي الحقائق، الصادر في 24 سبتمبر / أيلول 2009، أضافت الحكومة الإسرائيلية أيضا أنه «في سعيها لدعم تأكيدها» بأن الشرطة في غزة هي قوة شرطة مدنية، لم تعيد اللجنة تفسير بعض الأدلة فحسب، بل تجاهلت أيضا التصريحات الصريحة الأخرى لمسؤولي الشرطة، على سبيل المثال اعتراف قائد شرطة حماس جمال الجراح المزعوم بأن «الشرطة شاركت في القتال إلى جانب المقاومة».
ذكرت هيومن رايتس ووتش أن الشرطة من المفترض أنها مدنية لكنها تعتبر أهدافا مشروعة إذا دُمجت رسميًا في القوات المسلحة لأحد أطراف النزاع أو شاركت بشكل مباشر في الأعمال العدائية. وذكر الجيش الإسرائيلي أنه يعتبر الشرطة الخاضعة لسيطرة حماس في غزة مكافئة بطبيعتها للمقاتلين المسلحين، بما في ذلك حسب إحصاء النشطاء. ومع ذلك، قال ممثل المركز الفلسطيني لحقوق الإنسان إن إسرائيل صنفت خطأ 255 ضابط شرطة قتلوا في بداية الحرب كمسلحين،  موضحًا أن القانون الدولي يعتبر رجال الشرطة الذين لا يشاركون في القتال على أنهم غير مقاتلين أو مدنيين.
قام مركز معلومات المخابرات والإرهاب [الإنجليزية] الإسرائيلي (ITIC) بتجميع تقرير يقول إنه خلال حرب غزة كان العديد من رجال الشرطة المدنية المفترضين في نفس الوقت نشطاء في الجناح العسكري لحركة حماس. صرح مركز معلومات المخابرات والإرهاب أن الجناح العسكري لحماس يُجنّد ضباط شرطة للعمليات العسكرية وأن قوات شرطة جُندت لمحاربة إسرائيل أثناء الحرب في كانون الثاني (يناير) 2009. كما قدمت إحدى نشراتنا أدلة مفترضة على سياسة حماس لإخفاء تفاصيل قتل أو جرح رجال حماس في القتال.
كتبت بتسيلم في تقريرها عن أرقام القتلى أنها تعرف أن العديد من ضباط الشرطة في قطاع غزة هم أيضا أعضاء في الأجنحة العسكرية للجماعات الفلسطينية المسلحة، وربما شاركوا في الأعمال العدائية ضد إسرائيل. وفي الوقت نفسه، لم تكن لدى المنظمة غير الحكومية معلومات ملموسة عن إدماج ضباط الشرطة في القوات المقاتلة لحماس ولم تتمكن من تحديد ما إذا كان جميع ضباط الشرطة أهدافا مشروعة أو ما إذا كانت الشرطة الفلسطينية في غزة، كمؤسسة، جزءا من القوات المقاتلة لحماس، التي يقوم جميع أفرادها بمهمة قتالية مستمرة. لهذه الأسباب، أدرجت بتسيلم ضباط الشرطة الذين قتلوا في هجوم استهدف الشرطة أو مراكز الشرطة في فئة منفصلة.

## في الصحافة
أسفرت هذه الحرب عن أكثر من 1430 قتيل فلسطينيا، منهم 400 طفل و240 امرأة و134 شرطيًا، إضافة إلى أكثر من 5400 جريح. وفي احصائية أخرى، مقتل أكثر من 1436 فلسطينيًا بينهم نحو 410 أطفال و104 نساء ونحو 100 مسن.